# Cadrage (Film)
Cadrage (von französisch le cadre, der Rahmen), im Deutschen auch Kadrage, im Englischen framing, ist ein filmwissenschaftlicher Begriff, der die Auswahl des Bildausschnitts beschreibt. Das Bildfeld, das vom Bildformat eingeschlossen ist, heißt Kader, der Rahmen des Bildausschnitts Kadrierung. Die Begriffe werden häufig synonym verwendet. Vom Begriff Cadrage ist der Begriff Einstellungsgröße zu unterscheiden.
Die Cadrage bestimmt in der Planung einer Einstellung die Platzierung und Bewegung von Gegenständen und Personen innerhalb des vom Filmformat festgelegten Rahmens sowie die bildkompositorische Umsetzung der unbeweglichen dreidimensionalen Umgebung für das zweidimensionale Bild. Mittels eines dem Filmformat entsprechenden optischen Suchers (engl.: Viewfinder) planen viele Regisseure den später im Film sichtbaren Bildbereich vor. Die Cadrage setzt die optischen Bildschwerpunkte und entspricht nicht zwangsläufig dem natürlichen Blick: Durch Raumnutzung, Lichtsetzung, Objektivwahl und andere Einflussnahmen können verzerrte Größenverhältnisse oder optische Detailbetonungen erzielt werden.
Eine unausgesprochene Vereinbarung zwischen Filmemacher und Filmrezipient ist, dass der filmisch gezeigte Raum außerhalb des sichtbaren Bereichs „weitergeht“. Im Normalfall geht der Zuschauer davon aus, dass er alle wichtigen Informationen im Bildausschnitt gezeigt bekommt. Das Geschehen außerhalb dieses Ausschnitts, also Off camera, ist von ihm nicht kontrollierbar und damit verunsichernd. Diese Wirkung visuell vorenthaltener Informationen machen sich manche Regisseure als Stilmittel zu Nutze, etwa Alfred Hitchcock in vielen seiner Filme.
Ziel des klassischen Hollywood-Kinos war es, nicht nur den Schnitt „unsichtbar“ zu machen, sondern auch die Begrenzung des Bildraums möglichst unauffällig und selbstverständlich zu gestalten. Daher fand Aktion häufig im Bildzentrum statt; die Randbereiche blieben oft rein dekorativ. Nach dem Ende der klassischen Hollywood-Ära wurde die Raumpräsentation für den Zuschauer komplexer: Die Einheitlichkeit der im Kopf des Zusehers entstehenden Gesamtsituation wurde als Illusionskonstrukt durch unterschiedlichste Filmtechniken befördert, etwa durch Schauspielerblicke ins Off, Reihung von Einzelperspektiven im Schnitt, subjektive Einstellungen mit sich bewegender Kamera, Raumillusion im Ton und vieles mehr.